# Сырнево (Старозагорская область)
Сырнево (болг. Сърнево) — село в Болгарии. Находится в Старозагорской области, входит в общину Раднево. Население составляет 1 351 человек.

## Политическая ситуация
В местном кметстве Сырнево, в состав которого входит Сырнево, должность кмета (старосты) исполняет Милен Георгиев Малчев (независимый) по результатам выборов правления кметства.
Кмет (мэр) общины Раднево — Нончо Драгиев Воденичаров (инициативный комитет) по результатам выборов в правление общины.